# Dainville-Bertheléville
Dainville-Bertheléville [dɛ̃vil bɛʁtəlevil] ist eine französische Gemeinde im Département Meuse in der Region Grand Est (bis 2015 Lothringen). Sie gehört zum Arrondissement Commercy und zum Kanton Ligny-en-Barrois.

## Geographie
Dainville-Bertheléville ist die südlichste Gemeinde des Départements Meuse; sie grenzt im Süden an das Département Vosges und im Südwesten an das Département Haute-Saône. Sie liegt rund zehn Kilometer südlich von Gondrecourt-le-Château und 7,5 Kilometer nördlich von Grand.

## Geschichte
Dainville hieß je nach Zeitepoche „Donavilla“, „Denvilla“, „Danivillia“ oder „Dainville-aux-Forges“. Am 15. Juli 1876 kam es zur Fusion mit Bertheléville zu einer einzigen Gemeinde.

### Bevölkerungsentwicklung
| Jahr                       | 1962 | 1968 | 1975 | 1982 | 1990 | 1999 | 2006 | 2019 |
| -------------------------- | ---- | ---- | ---- | ---- | ---- | ---- | ---- | ---- |
| Einwohner                  | 302  | 305  | 204  | 152  | 138  | 139  | 154  | 121  |
| Quellen: Cassini und INSEE |      |      |      |      |      |      |      |      |

## Sehenswürdigkeiten

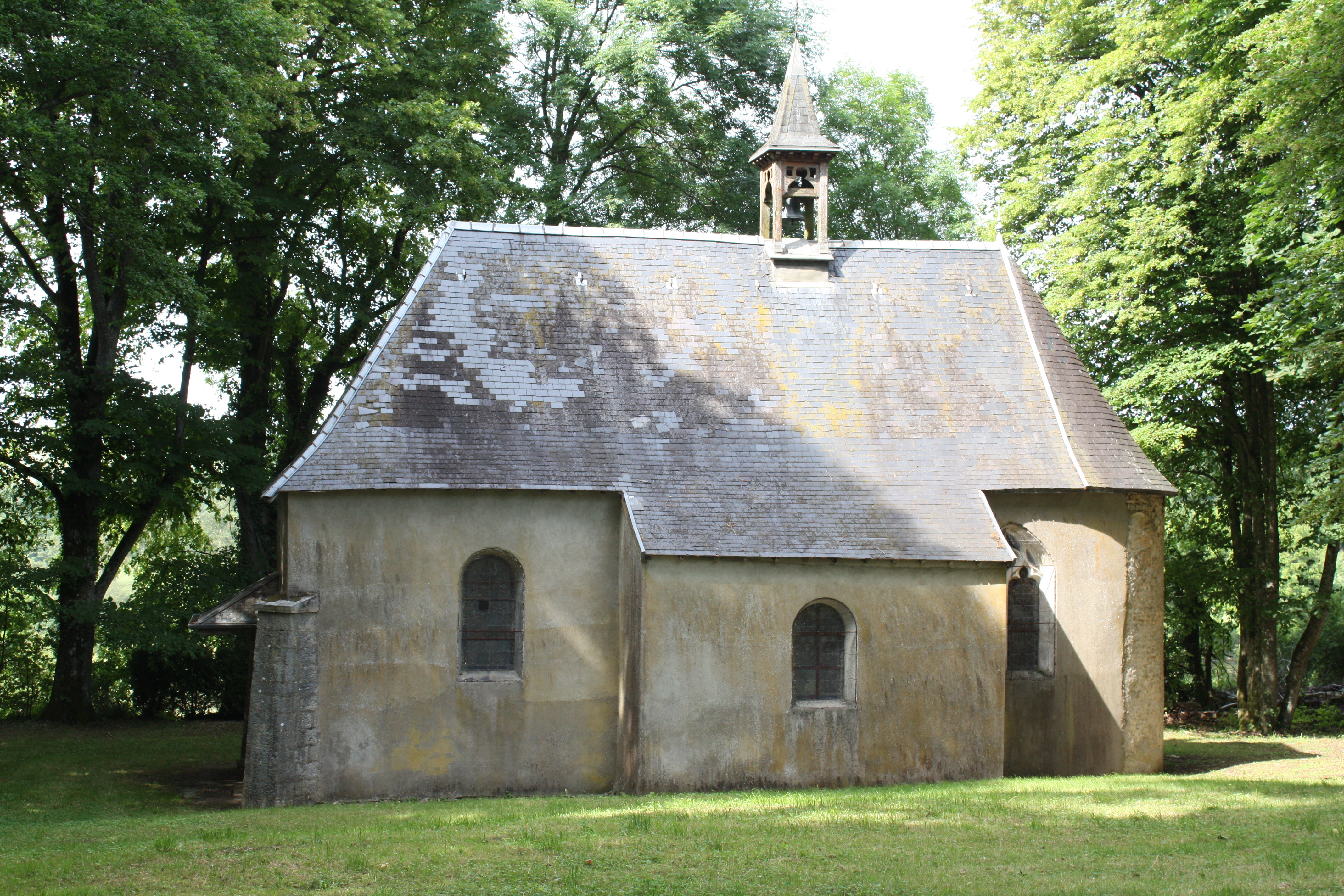
Kapelle Notre-Dame-de-Pitiè

- Château de Bertheléville, datiert auf das 17. und das 18. Jahrhundert, seit 6. Juli 1990 als Monument historique eingetragen